# Comté de Shiawassee
Le comté de Shiawassee (Shiawassee County en anglais) est au centre de la péninsule inférieure de l'État du Michigan. Son siège est à Corunna. Selon le recensement de 2020, sa population est de 68 094 habitants.

## Géographie
Le comté a une superficie de 1 400 km2, dont 1 395 km2 est de terres émergées. Les principales villes sont :
Villes
- Corunna
- Durand
- Laingsburg
- Owosso
- Perry

Villages
- Bancroft
- Byron
- Lennon
- Morrice
- New Lothrop
- Vernon

### Comtés adjacents
- Comté de Saginaw (nord)
- Comté de Genesee (est)
- Comté de Clinton (ouest)
- Comté de Livingston (sud-est)
- Comté d'Ingham (sud-ouest)
- Comté de Gratiot (nord-ouest)